# Taring
Taring, ook geschreven als Têring is een plaats bij Gyantse in de prefectuur Shigatse in het zuiden van de Tibetaanse Autonome Regio. In het klooster Lingbu nabij Taring zetelde de Taring Rinpoche. Verder was het de thuisbasis voor Taring Radja en Jigme Taring.